# Наравне с отцом
«Наравне с отцом» (англ. Getting Even With Dad) — кинофильм.

## Сюжет
Папа (Тэд Дэнсон), отсидевший в тюрьме за грабёж, планирует новое ограбление. В это время сестра привозит к нему его сына (Маколей Калкин). Его мать умерла, и он живёт у тети. Ограбление прошло успешно, но мальчишка увидел, как отец и двое его сообщников прячут украденные древние монеты, и перепрятал их. Вернёт он их только при одном условии — если отец проведёт с ним неделю, сводит на бейсбол, в музей, в Диснейленд и так далее. За ними тем временем следит женщина, агент полиции. Получилось так, что она познакомилась с папочкой и сынком, и они подружились. Забавная, добрая комедия, сделанная в духе «Один дома».

## В ролях
- Маколей Калкин / Macaulay Culkin
- Тед Дэнсон / Ted Danson
- Гленн Хидли / Glenn Headly
- Сол Рубинек / Saul Rubinek
- Гейлард Сартейн / Gailard Sartain
- Сэм Макмюррей / Sam McMurray
- Гектор Элизондо / Hector Elizondo
- Сидни Уолкер / Sydney Walker
- Кэтлин Уилхойт / Kathleen Wilhoite
- Дэнн Флорек / Dann Florek
- Рон Канада / Ron Canada
- Шерил Ли / Sheryl Lee

## Премьера
- 17 июня 1994 года — США
- 23 июня 1994 года — Австралия
- 1 июля 1994 года — Испания
- 7 июля 1994 года — Германия
- 7 июля 1994 года — Нилерланды
- 8 июля 1994 года — Россия
- 13 июля 1994 года — Франция
- 16 июля 1994 года — Южная Корея
- 5 августа 1994 года — Великобритания
- 19 августа 1994 года — Португалия
- 25 августа 1994 года — Венгрия
- 28 октября 1994 года — Швеция
- 8 декабря 1994 года — Аргентина